# Oostenrijk op de Olympische Winterspelen 1948
Tijdens de Olympische Winterspelen van 1948, die in Sankt Moritz (Zwitserland) werden gehouden, nam Oostenrijk voor de vijfde keer deel.

## Medailleoverzicht
| Sport       | Olympiër        | Discipline     | Medaille |
| ----------- | --------------- | -------------- | -------- |
| Alpineskiën | Trude Beiser    | combinatie (v) | Goud     |
| Alpineskiën | Trude Beiser    | afdaling (v)   | Zilver   |
| Alpineskiën | Franz Gabl      | afdaling (m)   | Zilver   |
| Kunstrijden | Eva Pawlik      | vrouwen        | Zilver   |
| Alpineskiën | Resi Hammerer   | afdaling (v)   | Brons    |
| Alpineskiën | Erika Mahringer | combinatie (v) | Brons    |
| Alpineskiën | Erika Mahringer | slalom (v)     | Brons    |
| Kunstrijden | Edi Rada        | mannen         | Brons    |

## Deelnemers en resultaten

### Alpineskiën
| Olympiër                | Discipline     | Resultaat | Prestatie                                                                      |
| ----------------------- | -------------- | --------- | ------------------------------------------------------------------------------ |
| Franz Gabl              | afdaling (m)   | Zilver    | 2.59,1 (+4,1)                                                                  |
| Engelbert Haider        | afdaling (m)   | 14e       | 3.08,2 (+13,2)                                                                 |
| Engelbert Haider        | slalom (m)     | 17e       | 2.22,8 (+12,5) 1.13,3+1.09,5                                                   |
| Engelbert Haider        | combinatie (m) | 13e       | 13,26 punten (+9,99) afdaling: 7,40 p (3.08,2) slalom: 5,86 p (1.16,4+1.11,8)  |
| Eberhard Kneisl         | afdaling (m)   | 15e       | 3.08,3 (+13,3)                                                                 |
| Eberhard Kneisl         | combinatie (m) | 11e       | 12,36 punten (+9,09) afdaling: 7,51 p (3.08,3) slalom: 4,85 p (1.18,1+1.07,8)  |
| Eduard Mall             | afdaling (m)   | 19e       | 3.09,3 (+14,3)                                                                 |
| Eduard Mall             | slalom (m)     | 12e       | 2.18,3 (+8,0) 1.12,2+1.06,1                                                    |
| Eduard Mall             | combinatie (m) | 4e        | 8,54 punten (+5,27) afdaling: 8,06 p (3.09,3) slalom: 0,48 p (1.09,5+1.06,5)   |
| Hans Nogler             | afdaling (m)   | 9e        | 3.03,2 (+8,2)                                                                  |
| Hans Nogler             | combinatie (m) | 8e        | 9,96 punten (+6,69) afdaling: 4,63 p (3.03,2) slalom: 5,33 p (1.12,2+1.14,8)   |
| Christian Pravda        | slalom (m)     | dq        | diskwalificatie                                                                |
| Egon Schöpf             | afdaling (m)   | 5e        | 3.01,2 (+6,2)                                                                  |
| Egon Schöpf             | slalom (m)     | 6e        | 2.14,2 (+3,9) 1.11,1+1.03,1                                                    |
| Trude Beiser            | afdaling (v)   | Zilver    | 2.29,1 (+0,8)                                                                  |
| Trude Beiser            | combinatie (v) | Goud      | 6,58 punten afdaling: 0,38 p (2.29,1) slalom: 6,2 p (1.01,8+1.08,7)            |
| Resi Hammerer           | afdaling (v)   | Brons     | 2.30,2 (+1,9)                                                                  |
| Resi Hammerer           | slalom (v)     | 7e        | 2.08,6 (+11,4) 1.04,4+1.04,2                                                   |
| Resi Hammerer           | combinatie (v) | 12e       | 11,87 punten (+5,29) afdaling: 1,02 p (2.30,2) slalom: 10,85 p (1.08,9+1.10,9) |
| Erika Mahringer         | afdaling (v)   | 19e       | 2.39,3 (+11,0)                                                                 |
| Erika Mahringer         | slalom (v)     | Brons     | 1.58,0 (+0,8) 59,8+58,2                                                        |
| Erika Mahringer         | combinatie (v) | Brons     | 7,04 punten (+0,46) afdaling: 7,04 p (2.39,3) slalom: 0 p (58,4+59,7)          |
| Sophie Nogler           | afdaling (v)   | 26e       | 2.47,0 (+18,7)                                                                 |
| Anneliese Schuh-Proxauf | afdaling (v)   | 17e       | 2.39,0 (+10,7)                                                                 |
| Anneliese Schuh-Proxauf | slalom (v)     | 6e        | 2.06,7 (+9,5) 1.06,9+59,8                                                      |
| Anneliese Schuh-Proxauf | combinatie (v) | 7e        | 9,76 punten (+3,18) afdaling: 6,66 p (2.39,0) slalom: 3,1 p (1.02,1+1.02,2)    |
| Annelore Zückert        | afdaling (v)   | 16e       | 2.38,4 (+10,1)                                                                 |
| Annelore Zückert        | slalom (v)     | dq        | diskwalificatie                                                                |

### Kunstrijden
| Olympiër                           | Discipline | Resultaat | Prestatie                 |
| ---------------------------------- | ---------- | --------- | ------------------------- |
| Edi Rada                           | mannen     | Brons     | pc. 33,0; 178,133 punten  |
| Hellmut May                        | mannen     | 8e        | pc. 68,0; 165,666 punten  |
| Helmut Seibt                       | mannen     | 9e        | pc. 79,0; 162,655 punten  |
| Eva Pawlik                         | vrouwen    | Zilver    | pc. 24,0; 157,588 punten  |
| Martha Bachem                      | vrouwen    | 9e        | pc. 103,0; 144,456 punten |
| Hildegard Appeltauer               | vrouwen    | 18e       | pc. 155,0; 139,300 punten |
| Ingeborg Solar                     | vrouwen    | 20e       | pc. 186,0; 135,444 punten |
| Herta Ratzenhofer Emil Ratzenhofer | paarrijden | 9e        | pc. 111,5; 9,436 punten   |
| Susanne Giebisch Helmut Seibt      | paarrijden | 11e       | pc. 117,5; 9,290 punten   |

### Langlaufen
| Olympiër                                                             | Discipline        | Resultaat | Prestatie                                        |
| -------------------------------------------------------------------- | ----------------- | --------- | ------------------------------------------------ |
| Josef Deutschmann                                                    | 18 km (m)         | 46e       | 1:27.43 (+13.53)                                 |
| Josl Gstrein                                                         | 18 km (m)         | 36e       | 1:25.04 (+11.14)                                 |
| Josl Gstrein                                                         | 50 km (m)         | 12e       | 4:21.13 (+33.25)                                 |
| Hubert Hammerschmied                                                 | 18 km (m)         | 68e       | 1:32.47 (+19.57)                                 |
| Paul Haslwanter                                                      | 18 km (m)         | 61e       | 1:31.00 (+18.10)                                 |
| Engelbert Hundertpfund                                               | 18 km (m)         | 39e       | 1:25.41 (+11.51)                                 |
| Karl Martitsch                                                       | 18 km (m)         | 64e       | 1:31.19 (+18.29)                                 |
| Matthias Noichl                                                      | 18 km (m)         | 45e       | 1:27.34 (+13.44)                                 |
| Karl Rafreider                                                       | 18 km (m)         | 28e       | 1:23.19 (+9.29)                                  |
| Josl Gstrein Josef Deutschmann Engelbert Hundertpfund Karl Rafreider | 4x10 km estafette | 4e        | 2:47.18 (+59.30) (40.02 / 40.46 / 42.09 / 44.21) |

### Noordse combinatie
| Olympiër             | Discipline | Resultaat | Prestatie                                                              |
| -------------------- | ---------- | --------- | ---------------------------------------------------------------------- |
| Josl Gstrein         | mannen     | 16e       | 381,70 punten 18 km: 193,50 (1:25.04) schans: 188,2 (63,5+61,0+59,5 m) |
| Karl Martitsch       | mannen     | 21e       | 360,20 punten 18 km: 162,00 (1:31.19) schans: 198,2 (59,0+60,0+61,0 m) |
| Hubert Hammerschmied | mannen     | 23e       | 356,90 punten 18 km: 154,50 (1:32.47) schans: 202,4 (58,5+62,0+62,5 m) |
| Paul Haslwanter      | mannen     | dnf       | opgave 18 km: 163,50 (1:31.00) schans: dns                             |

### Schaatsen
| Olympiër          | Discipline   | Resultaat | Prestatie         |
| ----------------- | ------------ | --------- | ----------------- |
| Ferdinand Preindl | 500 m (m)    | 41e       | 48,7 (+5,6)       |
| Ferdinand Preindl | 1500 m (m)   | 44e       | 2.38,6 (+21,0)    |
| Gustav Slanec     | 500 m (m)    | 37e       | 47,4 (+4,3)       |
| Gustav Slanec     | 1500 m (m)   | 40e       | 2.31,9 (+14,3)    |
| Max Stiepl        | 1500 m (m)   | 38e       | 2.31,2 (+13,6)    |
| Max Stiepl        | 5000 m (m)   | 24e       | 9.05,0 (+35,6)    |
| Max Stiepl        | 10.000 m (m) | 10e       | 19.25,5 (+1.59,2) |

### Schansspringen
| Olympiër             | Discipline | Resultaat | Prestatie                  |
| -------------------- | ---------- | --------- | -------------------------- |
| Hubert Hammerschmied | mannen     | 19e       | 199,8 punten (61,0+63,0 m) |
| Gregor Höll          | mannen     | 24e       | 195,8 punten (60,0+62,5 m) |
| Anton Wieser         | mannen     | 28e       | 192,1 punten (59,0+61,5 m) |
| Helmut Hadwiger      | mannen     | 35e       | 181,4 punten (51,0+56,5 m) |

### Skeleton
| Olympiër     | Discipline | Resultaat | Prestatie                    |
| ------------ | ---------- | --------- | ---------------------------- |
| Hugo Kuranda | mannen     | dnf       | opgave (details niet bekend) |

### IJshockey
| Olympiër | Discipline | Resultaat | Prestatie |
| --- | ---------- | --------- | --- |
| Franz Csöngei Friedrich Demmer Egon Engel Walter Feistritzer Gustav Gross Alfred Huber Julius Juhn Oskar Nowak Hansjörg Reichl Hans Schneider Willibald Stanek Herbert Ulrich Fritz Walter Helfried Winger Rudolf Wurmbrandt | mannen     | 7e        | toernooi: 5 - 7 Oostenrijk - Polen 4 - 5 Oostenrijk - Groot-Brittannië 2 - 11 Oostenrijk - Zwitserland 1 - 7 Oostenrijk - Zweden 3 - 17 Oostenrijk - Tsjecho-Slowakije 16 - 5 Oostenrijk - Italië 2 - 13 Oostenrijk - Verenigde Staten 0 - 12 Oostenrijk - Canada |

Argentinië · België · Bulgarije · Canada · Chili · Denemarken · Finland · Frankrijk · Griekenland · Groot-Brittannië · Hongarije · IJsland · Italië · Joegoslavië · Libanon · Liechtenstein · Nederland · Noorwegen · Oostenrijk · Polen · Roemenië · Spanje · Tsjecho-Slowakije · Turkije · Verenigde Staten · Zuid-Korea · Zweden · Zwitserland